# Armée des Alpes (Deuxième République française)
Pour les articles homonymes, voir Armée des Alpes.
L’Armée des Alpes est une des armées de la deuxième République française.

## Création
Après la proclamation de la deuxième République française, le 24 février 1848, les États Européens prirent peur. Ainsi le tsar de Russie, Nicolas Ier, le roi de Sardaigne Charles Albert, la reine d'Angleterre Victoria et l'empereur d'Autriche Ferdinand Ier firent, face à leurs inquiétudes, des alliances, défensives, et à des rassemblements de troupes aux frontières Ouest, face à la France.
Pour faire face à cette menace, le gouvernement provisoire fut contraint de renforcer la défense des frontières et créa par décret le 7 avril 1848, la formation de l'armée des Alpes.

## Composition
L'armée des Alpes se composait de 3 divisions placé sous les ordres du général Nicolas Oudinot dont le QG était à Grenoble :
- 1re division commandée par le général Bedeau était placé entre Grenoble et Romans-sur-Isère avec le QG à Grenoble.
- 2e division commandée par le général Baraguey d'Hilliers était placé à Lyon.
- 3e division commandée par le général Magnan était placé à Mâcon, Bourg-en-Bresse et Tournus avec le QG à Mâcon.
- La division de cavalerie sous les ordres du général Oudinot était répartie entre Lyon, Vienne et Givors avec le QG à Vienne.
- Une 4e division, forte de 13 000 hommes, fut ajoutée en mai 1848 et cantonnée dans la vallée de la Durance d'Avignon à Briançon.

De 30 000 hommes, l'armée des Alpes atteignit fin mai 60 000 hommes.

## Historique
Créée initialement afin de protéger la défense des frontières des Alpes avec l'Italie, l'armée des Alpes fut renforcée en mai 1848 afin de venir en aide, dans le cadre de la première guerre d'indépendance italienne, aux troupes piémontaises du roi de Sardaigne Charles Albert en lutte contre l'empereur d'Autriche Ferdinand Ier.
L'insurrection parisienne de juin 1848 détourna l'armée des Alpes de sa mission, en raison de troubles à Saint-Étienne, à Vienne, à Lyon où Les Voraces avaient pillés 400 fusils, à Givors, à Dieulefit où 200 hommes furent envoyés pour y tenir garnison et rétablir l'ordre....
Ainsi les 3e et 4e division mises à disposition de la 1re division militaire de Paris reçurent l'ordre de se diriger, à marche forcée, sur Paris tandis que les 1re, 2e division et la division de cavalerie étaient mises à disposition de la 2e division militaire de Lyon.
Ainsi affaiblie en tâches de police, l'armée des Alpes se trouvait dans l'impossibilité de remplir sans délai sa mission d'intervention en Italie pour laquelle elle avait été créée.
Nicolas Oudinot n'oubliait cependant pas la première mission de cette armée d'autant que les 30 000 soldats sardes étaient abattus et démoralisés devant les 130 000 soldats autrichiens de Radetzky, victorieux.
Le 3 août, un ordre fut envoyé pour que :
- la 1re division quitte la vallée de l'Isère pour se positionner sur le cours supérieur de la Durance,
- la 2e division quitte Lyon pour Grenoble,
- la 3e division se rende à Bourg-en-Bresse,
- la 4e division parte de Moulins pour la région lyonnaise,
- et qu'une 5e division, sous le commandement du général de division Rachis, serait formée et prendrait position à Dijon, Dôle, Chalon-sur-Saône et Lons-le-Saulnier.

Les 1re et 2e division devant ensuite emprunter le col de Montgenèvre, les 3e et 4e division devant entrer en Savoie par Montmélian et Chambéry puis passer par le col du Mont-Cenis afin d'aider les troupes piémontaises. Ceci ne resta qu'à l'état de projet le lieutenant général de l'armée sarde, Salasco, ayant été contraint de signer, le 9 août à Milan, un  armistice stipulant le retour dans le royaume de Sardaigne  de l'ensemble de l'armée de Charles Albert et le rétablissement des frontières établies en 1815 par le congrès de Vienne et le rétablissement des souverains des duchés de Parme et de Modène.
L'armée des Alpes resta dans ses cantonnements, prête à intervenir, l'armistice Salasco étant conclu pour 6 semaines et Radetzky voulant occuper Venise.
En avril 1849, Nicolas Oudinot reçut le commandement du corps expéditionnaire de la Méditerranée avec lequel il renversa la République romaine et rétablit le pape Pie IX sur son trône.